# Слух

Слух

Слух — способность биологических организмов воспринимать звук с помощью органов слуха, специальная функция органов слуха, возбуждаемая звуковыми колебаниями окружающей среды, например воздуха или воды. Одно из биологических дистантных ощущений, называемое также акустическим восприятием, способ познания мира. Обеспечивается слуховой сенсорной системой.

## Общие сведения
Здоровый человек в молодом возрасте способен слышать звук в пределах от 16 до 20 000 Гц. Эта способность имеет важное биологическое значение, например, звуковые волны в диапазоне 100—4000 Гц соответствуют человеческому голосу (считается, что средняя частота мужского голоса примерно 130 Гц, женского — 220 Гц, а детского — 265 Гц). Звуки выше 20 кГц имеют малое практическое значение, так как быстро тормозятся; колебания ниже 60 Гц воспринимаются благодаря вибрационному чувству. Диапазон частот, которые способен слышать человек, называется слуховым или звуковым диапазоном; более высокие частоты называются ультразвуком, а более низкие — инфразвуком.
К изменениям фазы звукового сигнала слух практически нечувствителен.

## Органы слуха и равновесия
Слуховая система человека состоит из трех основных частей: наружного уха, среднего уха и внутреннего уха.

### Наружное ухо

Анатомия человеческого уха:
Наружное ухо: череп; слуховой канал; ушная раковина; барабанная перепонка.
Среднее ухо: овальное окно; молоточек; наковальня; стремечко; евстахиева труба.
Внутреннее ухо: полукружные каналы; улитка; нервы; Трубка, заполненная воздухом и соединяющаяся с глоткой. Её функция состоит в уравнивании давления по обе стороны от барабанной перепонки.

Наружное ухо включает ушную раковину, видимую часть уха, а также слуховой проход, который заканчивается у барабанной перепонки. Ушная раковина служит для фокусировки звуковых волн через слуховой проход к барабанной перепонке. Из-за асимметричного характера внешнего уха у большинства млекопитающих звук по-разному фильтруется на пути к уху в зависимости от места его происхождения. Это дает этим животным возможность локализовать звук по вертикали. Барабанная перепонка представляет собой воздухонепроницаемую мембрану, и, когда туда приходят звуковые волны, они заставляют ее вибрировать в соответствии с формой звуковой волны. Ушная сера производится церуминозными железами в коже слухового прохода человека, защищающие слуховой проход и барабанную перепонку от физического повреждения и микробной инвазии.
Строение наружного уха человека так же уникально, как и отпечатки пальцев, и изучается криминалистической отоскопией.

### Среднее ухо
Среднее ухо состоит из небольшой заполненной воздухом камеры, расположенной медиальнее барабанной перепонки. Внутри этой камеры находятся три самые маленькие кости в теле, известные вместе как косточки, которые включают молоточек, наковаленка и стремечко. Они способствуют передаче колебаний от барабанной перепонки во внутреннее ухо, улитку. Назначение косточек среднего уха — преодолеть несоответствие импеданса между воздушными и улитковыми волнами, обеспечивая согласование импеданса.
В среднем ухе также расположены лат. Stapedius и лат. Tensor tympani, которые защищают слуховой аппарат посредством рефлекса натяжения барабанной перепонки. Стремечко передает звуковые волны во внутреннее ухо через овальное окно, гибкую мембрану, отделяющую заполненное воздухом среднее ухо от заполненного жидкостью внутреннего уха. Круглое окно, другая гибкая мембрана, позволяет гладкому перемещению жидкости внутреннего уха, вызванная поступающими звуковые волнами.

### Внутреннее ухо

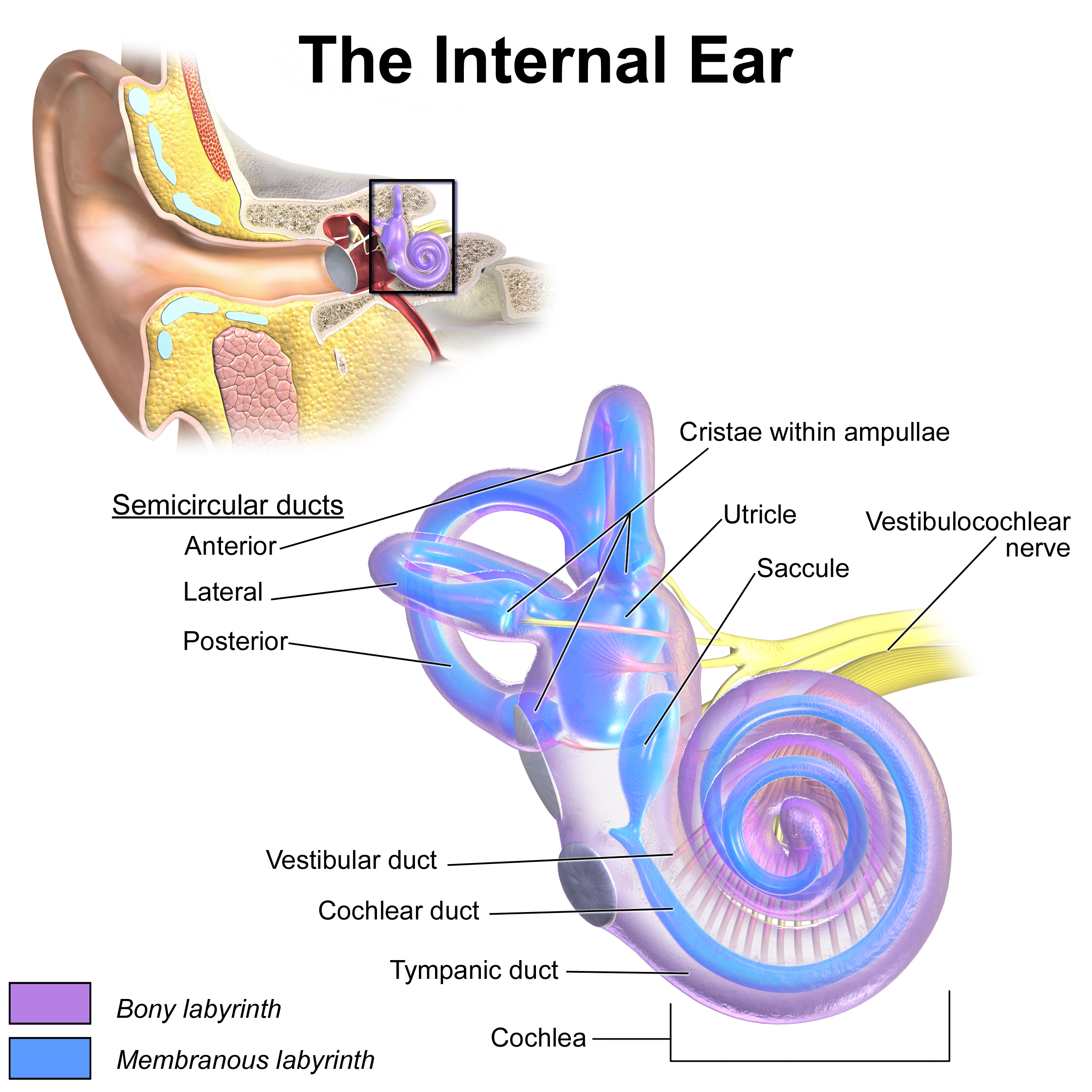
Внутреннее ухо — небольшой, но очень сложный орган

Внутри мембрана покрыта рядами снабженных волосками клеток, составляющих кортиев орган

Внутреннее ухо состоит из улитки, которая представляет собой спиралевидную трубку, заполненную жидкостью. Он разделен вдоль кортиевого органа, который является основным органом механической нервной трансдукции. Внутри кортиева органа находится базилярная мембрана, структура, которая вибрирует, когда волны от среднего уха распространяются через улитковую жидкость — эндолимфу . Базилярная мембрана тонотопна, так что каждая частота имеет характерное место резонанса вдоль нее. Характерные частоты высокие у базального входа в улитку и низкие на вершине. Движение базилярной мембраны вызывает деполяризацию из волосковых клеток, специализированные слуховые рецепторы, расположенные в кортиевом органе.
Хотя волосковые клетки сами не производят потенциалы действия, они выделяют нейромедиатор в синапсах с волокнами слухового нерва, который действительно производит потенциалы действия. Таким образом, паттерны колебаний базилярной мембраны преобразуются в пространственно-временные паттерны импульсов, которые передают информацию о звуке в ствол мозга.

### Слуховые проводящие пути нервной системы

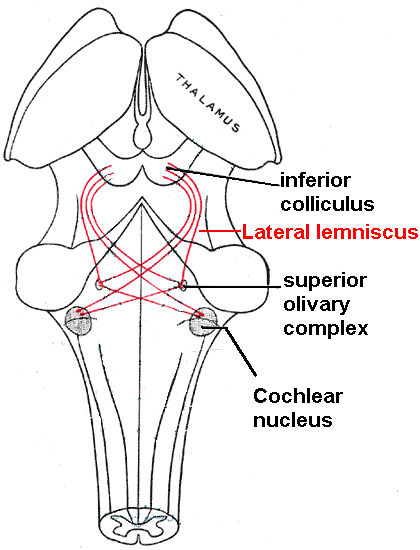
Латеральный лемниск (латеральная петля) (красная) соединяет нижние слуховые ядра к нижнему бугорку в среднем мозге

Звуковая информация из улитки проходит через слуховой нерв в ядро улитки в стволе мозга. Оттуда проецируется на нижний бугорок среднего мозга. Бугорок интегрирует слуховой вход с ограниченным входом из других частей мозга и участвует в подсознательных рефлексах, такие как слуховая реакция испуга.
Нижний бугорок, в свою очередь, проецируется на медиальное коленчатое ядро, часть таламуса, где звуковая информация передается в первичную слуховую кору в височной доле. Считается, что сначала звук воспринимается осознанно в первичной слуховой коре. Вокруг первичной слуховой коры находится область Вернике, область коры, участвующая в интерпретации звуков, которая необходима для понимания произносимых слов.
Нарушения (например, инсульт или травма) на любом из этих уровней могут вызвать проблемы со слухом, особенно если нарушение двустороннее. В некоторых случаях это также может привести к слуховым галлюцинациям или более сложным проблемам с восприятием звука.

## Физиология слуха
Способность различать звуковые частоты сильно зависит от особенностей конкретного человека: его возраста, пола, наследственности, подверженности заболеваниям органа слуха, тренированности и усталости слуха. Некоторые люди способны воспринимать звуки относительно высокой частоты — до 22 кГц, а возможно, и выше.
У человека, как и у большинства млекопитающих, органом слуха является ухо. У ряда животных слуховая перцепция осуществляется благодаря комбинации различных органов, которые могут значительно отличаться по своему строению от уха млекопитающих.
Некоторые животные способны воспринимать акустические колебания, не слышимые человеком (ультра- или инфразвук). Летучие мыши во время полёта используют ультразвук для эхолокации. Собаки способны слышать ультразвук, на чём и основана работа беззвучных свистков.  Существуют свидетельства того, что киты и слоны могут использовать инфразвук для общения. 
Человек может различать несколько звуков одновременно благодаря тому, что в ушной улитке одновременно может быть несколько стоячих волн.

### Теории физиологии слуха
На сегодня нет единой достоверной теории, объясняющей все аспекты восприятия звука человеком. Вот некоторые из существующих теорий:
- струнная теория Гельмгольца;
- теория бегущей волны Бекеши;
- микрофонная теория;
- электромеханическая теория.

Поскольку достоверная теория слуха не разработана, на практике используются психоакустические модели, основанные на данных исследований, проводимых на различных людях.

### Слуховые следы, слияние слуховых ощущений
Опыт показывает, что ощущение, вызываемое коротким звуковым импульсом, длится ещё некоторое время после прекращения звучания. Поэтому два достаточно быстро следующих друг за другом звука дают одиночное слуховое ощущение, являющееся результатом их слияния. Как и при зрительном восприятии, когда отдельные изображения, сменяющие друг друга с частотой ≈ 16 кадров/сек и выше, сливаются в плавно текущее движение, синусоидальный чистый звук получается в результате слияния отдельных колебаний с частотой повторения равной нижнему порогу чувствительности слуха, то есть ≈ 16 Гц. Слияние слуховых ощущений имеет огромное значение для чёткости восприятия звуков и в вопросах консонанса и диссонанса, играющих огромную роль в музыке.

### Проецирование наружу слуховых ощущений
Как бы ни возникали слуховые ощущения, мы относим их обыкновенно во внешний мир, и поэтому причину возбуждения нашего слуха мы всегда ищем в колебаниях, получаемых извне с того или другого расстояния. Эта черта в сфере слуха выражена гораздо слабее, нежели в сфере зрительных ощущений, отличающихся своей объективностью и строгой пространственной локализацией и, вероятно, приобретается также путём долгого опыта и контроля других чувств. При слуховых ощущениях способность к проецированию, объективированию и пространственной локализации не может достигнуть столь высоких степеней, как при зрительных ощущениях. Виной этому такие особенности строения слухового аппарата, как, например, недостаток мышечных механизмов, лишающий его возможности точных пространственных определений. Известно то огромное значение, какое имеет мышечное чувство во всех пространственных определениях.

### Суждения о расстоянии и направлении звуков
Наши суждения о расстоянии, на котором издаются звуки, являются весьма неточными, в особенности если глаза человека закрыты и он не видит источника звуков и окружающие предметы, по которым можно судить об «акустике окружения» на основании жизненного опыта, либо акустика окружения нетипична: так, например, в акустической безэховой камере голос человека, находящегося всего в метре от слушающего, кажется последнему в несколько раз и даже в десятки раз более удалённым. Также знакомые звуки представляются нам тем более близкими, чем они громче, и наоборот. Опыт показывает, что мы менее ошибаемся в определении расстояния шумов, нежели музыкальных тонов. Способность суждения о направлении звуков у человека весьма ограничена: не имея подвижных и удобных для собирания звуков ушных раковин, он в случаях сомнений прибегает к движениям головы и ставит её в положение, при котором звуки различаются наилучшим образом, то есть звук локализуется человеком в том направлении, с которого он слышится сильнее и «яснее».
Способность человека (и высших животных) определять направление на источник звука называется бинауральным эффектом.
Известно три механизма, при помощи которых можно различить направление звука:
- Разница в средней амплитуде (исторически первый обнаруженный принцип): для частот выше 1 кГц, то есть таких, что длина звуковой волны меньше, чем размер головы слушающего, звук, достигающий ближнего уха, имеет бо́льшую интенсивность.
- Разница в фазе: ветвистые нейроны способны различать фазовый сдвиг до 10—15 градусов между приходом звуковых волн в правое и левое ухо для частот в примерном диапазоне от 1 до 4 кГц (что соответствует точности в определении времени прихода в 10 мкс)[источник не указан 1849 дней].
- Разница в спектре: складки ушной раковины, голова и даже плечи вносят в воспринимаемый звук небольшие частотные искажения, по-разному поглощая различные гармоники, что интерпретируется мозгом как дополнительная информация о горизонтальной и вертикальной локализации звука.

Возможность мозга воспринимать описанные различия в звуке, слышимым правым и левым ухом, привело к созданию технологии бинауральной записи.
Описанные механизмы не работают в воде: определение направления по разности громкости и спектра невозможно, так как звук из воды проходит практически без потерь напрямую в голову, то есть в оба уха, из-за чего громкость и спектр звука в обоих ушах при любом расположении источника звука с высокой точностью одинаковы; определение направления источника звука по фазовому сдвигу невозможно, так как из-за гораздо более высокой в воде скорости звука длина волны возрастает в несколько раз, а значит, фазовый сдвиг многократно уменьшается.
Из описания приведённых механизмов понятна и причина невозможности определения расположения источников низкочастотного звука.

## Исследование слуха
Слух проверяют с помощью специального устройства или компьютерной программы под названием «аудиометр».
Возможно определение ведущего уха с помощью специальных тестов. Например, в наушники подаются разные аудиосигналы (слова), а человек их фиксирует на бумаге. С какого уха больше правильно распознанных слов, то и ведущее.
Определяют и частотные характеристики слуха, что важно при постановке речи у слабослышащих детей.
Проверка слуха может быть осуществлена при помощи in situ аудиометрии, реализованной в виде мобильного приложения для смартфона «Слуховой аппарат». Диагностика слуха при помощи приложения позволяет пользователю самостоятельно провести тест слуха. Аналогично традиционной тональной аудиометрии, во время диагностики слуха при помощи мобильного приложения определяются пороги слухового восприятия тональных аудиосигналов (аудиограмма) для стандартного набора частот 125 Гц — 8 кГц. Полученные характеристики слуха пользователя, в дальнейшем, могут быть использованы для настройки слухового аппарата, выполненного в виде приложения для смартфона.

## Норма
Восприятие частотного диапазона 16 Гц — 20 кГц с возрастом изменяется — высокие частоты перестают восприниматься. Уменьшение диапазона слышимых частот связано с изменениями во внутреннем ухе (улитке) и развитием с возрастом нейросенсорной тугоухости.

### Порог слышимости
Порог слышимости — минимальное звуковое давление, при котором звук данной частоты воспринимается ухом человека. Величину порога слышимости выражают в децибелах. За нулевой уровень принято звуковое давление 2⋅10−5 Па на частоте 1 кГц. Порог слышимости у конкретного человека зависит от индивидуальных свойств, возраста, физиологического состояния.

### Порог болевого ощущения
Порог болевого ощущения слуха — величина звукового давления, при котором в слуховом органе возникают боли (что связано, в частности, с достижением предела растяжимости барабанной перепонки). Превышение данного порога приводит к акустической травме. Болевое ощущение определяет границу динамического диапазона слышимости человека, который в среднем составляет 140 дБ для тонального сигнала и 120 дБ для шумов со сплошным спектром.

## Причины ухудшения слуха
Учёными было установлено, что громкие звуки (например, музыка на концертах/автомобиле или шум станков на производстве) повреждают слух. Такое нарушение выражается в том, что человек в шумной обстановке часто ощущает гул в ушах и не различает речь. Изучением этого феномена занимается Чарльз Либерман из Гарварда. Данное явление называют «скрытой потерей слуха».
Звук попадает в уши, усиливается и преобразуется в электрические сигналы посредством волосковых клеток. Потеря этих клеток вызывает ухудшение слуха. Она может быть связана с громким шумом, приемом определённых медикаментов или с возрастом. Данное изменение выявляет стандартный тест, аудиограмма. Однако Либерман отмечает, что есть и иные причины потери слуха, не связанные с уничтожением волосковых клеток, так как многие люди с хорошими показателями аудиограммы жалуются на ухудшение слуха. Проведённые исследования показали, что потеря синапсов (связей между волосковыми клетками) более, чем наполовину является той самой причиной ухудшения слуха, которая не отображается на аудиограмме. На данный момент ещё не изобретено такого лекарства, которое могло бы избавить от данной проблемы, поэтому учёные советуют избегать мест с повышенным уровнем шума.